# Maule (Yvelines)
Maule település Franciaországban, Yvelines megyében. Lakosainak száma 6100 fő (2022. január 1.). Maule Andelu, Aulnay-sur-Mauldre, Bazemont, Épône, La Falaise, Herbeville, Jumeauville, Mareil-sur-Mauldre és Montainville községekkel határos.

## Népesség
A település népességének változása:
| Lakosok száma | 5675 | 5743 | 5800 | 6077 | 5854 | 5878 | 5881 | 5949 | 6024 | 6100 |
|               | 2013 | 2014 | 2015 | 2016 | 2017 | 2018 | 2019 | 2020 | 2021 | 2022 |